# 岩見彩乃
岩見 彩乃（いわみ あやの、1989年4月15日 - ）は、日本のプロボウリング選手。千葉県出身。アイキョーボウル所属。用品契約はサンブリッジ。右投げ。BS日テレで放送されている『ボウリング革命 P★League』に出演している。キャッチフレーズは「型破りなバックアッパー」。愛称はのいちゃω「のいちゃん」。

## 来歴
- 2011年12月4日、笹塚ボウルで開催された「第1回次世代P★リーガー発掘プロジェクト」の合格メンバー。
- P★Leagueオーディションの存在はアルバイト先ボウリング場の常連客から教えてもらったという。

- 他の合格メンバーには安藤瞳と遠藤未菜がいる。Pリーグは第38戦から参加している。Pリーグ初勝利は11回目の出場の第69戦。初の決勝進出（ワイルドカード）と初優勝も第69戦（ワンショットプレーオフの末）、第9シーズン（第67戦-第69戦）はシーズンチャンピオン決定戦に進出した。

- 3歩助走、そして右投げでありながら、ボールが左方向から右方向に曲がる[3]バックアップという独特的なボウリングスタイルで投げる。このため、Pリーグのプロフィール上は右投げ登録となっているが、公式戦では左投げと記録される[4]。
- スペアを取りに投球するときは通常のフックボールを投げる。岩見自身はこれを「GBU」と呼んでいる。「GBU」とは「逆、バックアップ」の略。

- そもそもフックボールを練習するも、回転が安定せず悩んでいた時に出会ったのがこのバックアップ投法だという。

- 2015年5月15日、JPBA第48回女子プロボウラーテストに3度目の受験で合格。バックアップ投法初のプロボウラーとなる。 第48期生ライセンスNo.537。
- KUWATACUP2022→2023みんなのボウリング大会プロボウラー部女子において自己最高の準優勝に輝く。

## 人物
- 動画に登場するときは「にゃんにゃんぺこりんち、魔法プロボウラーのいちゃんでーす。」と自己紹介する。
- 元々はコミュ障で人と直に会話することが苦手であり、親も心配するほど大学も休みがちだった。
- ネットゲームに夢中になって半分引きこもりのような生活をしていた中、19歳の時に友人の紹介で鎌取にあった当時の「ゆみーるボウル」にてボウリング場スタッフのアルバイトを始める。
- 仕事の中でスタッフチャレンジにも駆り出されていくうちにボウリングの楽しさや面白さに気付く。

- 自分が下手だとスタッフチャレンジに参加するお客様に迷惑が掛かると思い、休みの日にもボウリング場に通い練習を重ねていくうちにプロボウラーとしての将来を意識するようになった。

- ボウリング場スタッフのアルバイトは自身も驚くほど長続きし、お客様と触れ合う中でコミュ障も改善できたという。
- 同じアイキョーボウルに所属するプロボウラーの本間成美のことを「なるなる様」と呼んでいる。

- 「のいちゃん」の愛称は自分自身でつけたものであり、「恋空」の登場人物「アヤ」が意地悪な人物であったため、自分の名前から「あや」を取り、苗字の「い」を付けて「のいちゃん」にした[5]。

- 自身のYouTubeチャンネルとブログには、のいちゃωと表記している。

- 座右の銘は「奇跡も、魔法も、あるんだよ」。
- 師匠はプロボウラーの矢野欽太。

- 特技はオセロ、アニメ、イラスト、ギャンブル、麻雀、特にイラストにについてはグッズになるほどの腕前である。

## アマチュア時代の戦績
- 2011年7月 「DHCレディースボウリングツアーＵ30第１戦」15位
- 2011年8月 「DHCレディースボウリングツアーダブルスチャレンジ」 アマ8位（福島一美（後にLBOプロボウラー）とのペア）
- 2011年10月 「DHCレディースボウリングツアーＵ30第2戦」17位
- 2011年12月 第1回次世代P★リーガー発掘プロジェクト合格
- 2012年7月 「P★League」第38戦1回戦3位敗退（次戦出場停止）
- 2012年7月 「2012プロボウリングレディース新人戦」 本戦進出ならず
- 2012年11月 「P★League」第40戦1回戦3位敗退（次戦出場停止）
- 2012年12月 「第35回JLBCクィーンズオープン プリンスカップ」本戦進出ならず
- 2013年11月 「P★League」第46戦1回戦3位敗退（次戦出場停止）
- 2013年12月 「第36回JLBCクィーンズオープン プリンスカップ」本戦進出ならず
- 2014年1月 「P★League」第48戦1回戦敗退

≠== プロ入り後の戦績 ==

### 2015年
- 下半期出場順位決定戦　第46位
- 2015プロボウリングレディース新人戦 第22位（初賞金獲得）
- 2015年間ポイントランキング135位

### 2016年
- 2016関西オープン 第30位（初ポイント獲得）
- 下半期出場順位決定戦 第46位

### 2017年
- 2017プロボウリングレディース新人戦 第7位

### 2019年
- 第42回STORMジャパンオープンボウリング選手権 第29位
- 第42回JLBCクイーンズオープンプリンスカップ 第19位

### 2020年
- 第36回六甲クイーンズオープントーナメント 第17位

### 2021年
- オールスターゲーム 第21位
- 下半期出場順位決定戦 第6位
- コカ・コーラカップ2021千葉オープン女子第12位

### 2022年
- 2022年度下半期女子トーナメント出場順位決定戦第2位
- アイキョーホームプレゼンツプロボウリングレディーストーナメント2022　第20位
- 第15回MKチャリティカップ第27位
- 中日杯2022東海オープンボウリングトーナメント女子第18位

### 2023年
- KUWATA CUP 2022→2023～みんなのボウリング大会～プロボウラー部門女子準優勝（自己最高位）
- 2023年度下半期女子トーナメント出場順位決定戦第3位
- 2023千葉オープン女子ボウリングトーナメントプロ選抜第10位
- 第39回六甲クイーンズオープントーナメント第14位
- 中日杯2023東海オープンボウリングトーナメント女子第19位
- セブンティーンアイス杯第10回プロアマボウリングトーナメント女子第19位
- 2023山梨レディースプロボウリングトーナメント第29位
- 第44回JLBCクイーンズオープンプリンスカップ第35位
- 大岡産業レディース[THE OPEN]トーナメント2023第39位
- ROUND1 GRAND CHAMPIONSHIP BOWLING2023 女子RW第42位
- 第45回STORMジャパンオープンボウリング選手権女子第43位
- 第16回MKチャリティカップ女子選抜第59位
- 「HANDACUP」・第55回全日本女子プロボウリング選手権大会第59位
- 第45回STORMジャパンオープンボウリング選手権オールエベンツ女子第88位
- 2023千葉オープン女子ボウリングトーナメント第64位

### 2024年
- アイキョーホームプレゼンツ プロボウリングレディストーナメント2024準決勝第11位
- 2024山梨レディースプロボウリングトーナメント準決勝第17位
- スカイAカップ 第45回関西オープン女子ボウリングトーナメント予選第44位
- 2024宮崎オープンプロアマトーナメント女子予選第49位
- グリコセブンティーンアイス杯第11回プロアマボウリングトーナメント女子予選第51位
- 中日杯2024東海オープンボウリングトーナメント女子予選第51位
- ROUND1 GRAND CHAMPIONSHIP BOWLING2024 JPBA決勝大会女子予選第51位
- 第40回六甲クイーンズオープントーナメント予選第57位
- 第17回MKチャリティカップ女子予選第59位
- 「HANDACUP」・第56回全日本女子プロボウリング選手権大会予選第68位
- 第46回STORMジャパンオープンボウリング選手権オールエベンツ女子予選第193位

### 2025年（7月27日現在）
- 大岡産業レディース[THE OPEN]トーナメント2025決勝ラウンドロビン第5位（JPBA公式戦自己最高位）
- 2025年度下半期女子トーナメント出場順位決定戦第26位
- KISHIKAGAKU GROUP･ピュアフーズ岸プレゼンツレディースプロボウリングトーナメント2025予選第30位
- グリコセブンティーンアイス杯第12回プロアマボウリングトーナメント女子予選第37位
- 第41回六甲クイーンズオープントーナメント予選第42位
- 2025宮崎オープンプロアマトーナメント女子予選第45位
- 中日杯2025東海オープンボウリングトーナメント女子予選第57位

## Pリーグでの成績
- 第69戦 優勝
- 第9シーズンチャンピオン決定戦 第3位
- 第71戦 準優勝
- 第10シーズンチャンピオン決定戦 第3位
- 第73戦 第3位

## 出演
- ボウリング革命 P★League（第38戦、第40戦、第46戦、第48戦、第58戦、第60戦、第62戦、第64戦、第66戦、第67戦に出場）
- Going!Sports&News 神業ライブラリ（2014年8月、日本テレビ）

## DVD
- ボウリング革命 P★LEAGUE オフィシャルDVD VOL.7 〜第2回P★リーグドラフト会議 芸能人最強ボウラーが監督!〜(2012年11月30日発売）

DVD初回盤には特典として、出演全20選手を岩見彩乃本人がイラストにした、特製P★カードが付いている。
- ボウリング革命 P★LEAGUE オフィシャルDVD VOL.8 〜第3回P★リーグドラフト会議 芸能人最強ボウラーが監督!今回は監督も投げる!〜(2013年11月30日発売）
- ボウリング革命 P★LEAGUE オフィシャルDVD VOL.9 〜バトルフェス2014 初の男子プロ参戦!〜(2014年7月18日発売）

## 雑誌
- 『ボウリング・マガジン』2012年11月号「P★file　エクストラ」岩見彩乃
- 『FLASH』2013年6月25日号「"二刀流"新星 美女アスリート24人」岩見彩乃
- 『ボウリング・マガジン』2015年12月号「P★file」岩見彩乃